# 斯卡伯勒城堡
斯卡伯勒城堡（英語：Scarborough Castle）是位於英國英格蘭北約克郡北海沿岸斯卡伯勒的一座中世紀時期的城堡遺跡。在鐵器時代時這裡就已經有建築。1130年代時，這裡修建了木質城堡。1150年代時，木質城堡改建為石質城堡。17世紀後，城堡淪為廢墟。現在城堡是北約克郡重要的觀光景點。

## 外部連結
- Official webpage （页面存档备份，存于） from English Heritage

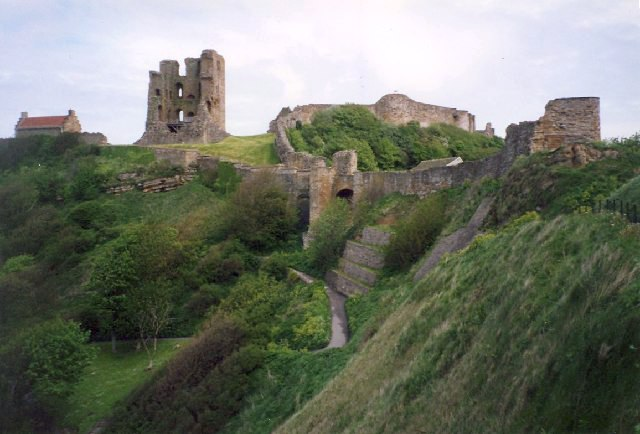

- Scarborough Castle （页面存档备份，存于） – unofficial web page
- Scarborough Castle – a medieval history project website, by Claudia J. Richardson.  Contains photographs, maps and a detailed history of the Castle.
- 斯卡伯勒城堡的地圖資料